# Divovska eliptična galaktika
Divoska eliptična galaktika  vrsta je eliptične galaktike. 
Oznake su D i cD. Nalazimo ih u gustim središtima galaktičkih skupova s mnogo visokotemperaturnoga međugalaktičkog plina koji emitira zračenje u području X-zraka. Sadrže stotine milijarda ili bilijune zvijezda.